# Le Gang (chanson)
 (juin 2008).
Si vous disposez d'ouvrages ou d'articles de référence ou si vous connaissez des sites web de qualité traitant du thème abordé ici, merci de compléter l'article en donnant les références utiles à sa vérifiabilité et en les liant à la section « Notes et références ».
Pour les articles homonymes, voir Le Gang.
Singles de BB Brunes
Dis-moi
(2007)
Le Gang est le premier single extrait de l'album du groupe français BB Brunes, Blonde comme moi, paru en 2006.